# Aeroportul Wonopito
Aeroportul Wonopito (IATA: LWE, ICAO: WATW) este un aeroport din Nubatukan⁠(d), Lembata⁠(d), Nusa Tenggara Timur⁠(d), Indonezia ce deservește zona Lewoleba⁠(d).
Situat la o altitudine de 35 m, aeroportul dispune de o singură pistă.